# أبو بكر الصديق (سوهاج)
قرية أبو بكر الصديق هي إحدى القرى التابعة لمركز جهينة بمحافظة سوهاج في جمهورية مصر العربية. حسب إحصاءات سنة 2006، بلغ إجمالي السكان في أبو بكر الصديق 4862 نسمة، منهم 2551 رجل و2311 امرأة.